# Bad Doberan (stad)
Bad Doberan is een gemeente in de Duitse deelstaat Mecklenburg-Voor-Pommeren, gelegen in de Landkreis Rostock. De stad telt 12.755 inwoners.

## Geografie
Bad Doberan heeft een oppervlakte van 32,73 km² en ligt in het noordoosten van Duitsland.

## Indeling gemeente
De gemeente bestaat uit de volgende Ortsteile:
- Althof, sinds 1-4-1939
- Bad Doberan, stad
- Heiligendamm, sinds 1-4-1936
- Vorder Bollhagen, sinds 1-1-1956

## Monumenten
Zie Munster van Bad Doberan

## Spoorlijn
Dwars door het centrum van de stad loopt de smalspoorlijn van de nostalgische Mecklenburgische Bäderbahn als straatspoor over de rijweg van de Mollistrsse en Goethestrasse. Deze spoorlijn vormt een verbinding tussen Kühlungsborn-West en het Nostalgischer Kaiserbahnhof, net buiten het centrum van de stad.

## G8-top
Van 6 tot en met 8 juni 2007 vond in het congresoord Heiligendamm te Bad Doberan de G8-topconferentie plaats. Voor deze gelegenheid werd Adolf Hitlers ereburgerschap opgezegd dat hij in de stad tot dan toe nog steeds genoot.

## Geboren
- Gösta von dem Bussche-Haddenhausen (1902-1996), moeder van prins Claus der Nederlanden

Admannshagen-Bargeshagen ·
Alt Bukow ·
Alt Sührkow ·
Altkalen ·
Am Salzhaff ·
Bad Doberan ·
Bartenshagen-Parkentin ·
Bastorf ·
Baumgarten ·
Behren-Lübchin ·
Benitz ·
Bentwisch ·
Bernitt ·
Biendorf ·
Blankenhagen ·
Boddin ·
Broderstorf ·
Bröbberow ·
Börgerende-Rethwisch ·
Bützow ·
Cammin ·
Carinerland ·
Dahmen ·
Dalkendorf ·
Diekhof ·
Dobbin-Linstow ·
Dolgen am See ·
Dreetz ·
Dummerstorf ·
Elmenhorst/Lichtenhagen ·
Finkenthal ·
Gelbensande ·
Glasewitz ·
Gnewitz ·
Gnoien ·
Graal-Müritz ·
Grammow ·
Groß Roge ·
Groß Schwiesow ·
Groß Wokern ·
Groß Wüstenfelde ·
Gutow ·
Gülzow-Prüzen ·
Güstrow ·
Hohen Demzin ·
Hohen Sprenz ·
Hohenfelde ·
Hoppenrade ·
Jördenstorf ·
Jürgenshagen ·
Kassow ·
Kirch Mulsow ·
Klein Belitz ·
Klein Upahl ·
Krakow am See ·
Kritzmow ·
Kröpelin ·
Kuchelmiß ·
Kuhs ·
Kühlungsborn ·
Laage ·
Lalendorf ·
Lambrechtshagen ·
Lelkendorf ·
Lohmen ·
Lühburg ·
Lüssow ·
Mistorf ·
Mönchhagen ·
Mühl Rosin ·
Neubukow ·
Nienhagen ·
Nustrow ·
Papendorf ·
Penzin ·
Plaaz ·
Poppendorf ·
Prebberede ·
Pölchow ·
Reddelich ·
Reimershagen ·
Rerik ·
Retschow ·
Roggentin ·
Rukieten ·
Rövershagen ·
Rühn ·
Sanitz ·
Sarmstorf ·
Satow ·
Schorssow ·
Schwaan ·
Schwasdorf ·
Selpin ·
Steffenshagen ·
Steinhagen ·
Stubbendorf ·
Stäbelow ·
Sukow-Levitzow ·
Tarnow ·
Tessin ·
Teterow ·
Thelkow ·
Thulendorf ·
Thürkow ·
Vorbeck ·
Walkendorf ·
Wardow ·
Warnkenhagen ·
Warnow ·
Wiendorf ·
Wittenbeck ·
Zarnewanz ·
Zehna ·
Zepelin ·
Ziesendorf